# Žalkovice
Žalkovice (in tedesco Zialkowitz) è un comune della Repubblica Ceca facente parte del distretto di Kroměříž, nella regione di Zlín.